# Cirolana rachanoi
Cirolana rachanoi là một loài chân đều trong họ Cirolanidae. Loài này được Bruce & Olesen miêu tả khoa học năm 2002.